# Даниел Ниблин
Карл Петър Даниел Дайрендал Ниблин е норвежки фотограф, работил дълго във Велико княжество Финландия (в състава на Руската империя) и починал в независима Финландия, оказал голямо влияния върху развитието на финландската фотография.

## Биография
Роден е на 30 юни 1856 г. Драмен, Норвегия. Баща му е скулпторът Карл Петър Антон Дайрендал Ниблин (1818 – 1883), а майка му е Петронела Педерсен (1837 – 1881). През 1916 г. претърпява тежък мозъчен кръвоизлив, който сериозно отслабва здравето му. Умира в Хелзинки, Финландия на 19 юли 1923 г.

## Професионално развитие
Още през 1870 г. прави репродукции на произведения на изкуството, които продава, а през 1876 г. започва работа в студиото на Чарлз Райс в Хелзинки. Там си изгражда репутация като добър портретен фотограф и през следващите 10 години създава множество фотографи на артисти, търговци, държавни служители, съвсем обикновени граждани, както и преминаващите през Хелзинки посетители.
Ниблин е пионер и на създаването на фотографски албуми, показващи ежедневния финландски живот. Някои от снимките в тези албуми представлявали възпроизвеждане на картини, други били оцветявани на ръка. Албумите се оказали особено успешни в отдалечените райони на Финландия.

## Клуб на любителите фотографи
Ниблин работи усилено в обединяването на професионални фотографи и любители фотографи в новосъздадения от него през 1889 г. Клуб на любителите фотографи.
През 1892 г. организира изложба, включваща около 375 снимки на 24 различни фотографи. Работата на клуба вдъхновява създаването на още няколко подобни фотографски клубове в други части от страната.